# Gordon (Wisconsin)
Gordon es un lugar designado por el censo ubicado en el condado de Douglas en el estado estadounidense de Wisconsin. En el Censo de 2010 tenía una población de 176 habitantes y una densidad poblacional de 36,61 personas por km².

## Geografía
Gordon se encuentra ubicado en las coordenadas 46°14′23″N 91°48′00″O / 46.23972, -91.80000. Según la Oficina del Censo de los Estados Unidos, Gordon tiene una superficie total de 4.81 km², de la cual 4.75 km² corresponden a tierra firme y (1.13%) 0.05 km² es agua.

## Demografía
Según el censo de 2010, había 176 personas residiendo en Gordon. La densidad de población era de 36,61 hab./km². De los 176 habitantes, Gordon estaba compuesto por el 96.02% blancos, el 0% eran afroamericanos, el 1.7% eran amerindios, el 0% eran asiáticos, el 0% eran isleños del Pacífico, el 0% eran de otras razas y el 2.27% pertenecían a dos o más razas. Del total de la población el 0.57% eran hispanos o latinos de cualquier raza.